# Liste der Geotope im Landkreis Oldenburg
Die Liste der Geotope im Landkreis Oldenburg nennt die Geotope im Landkreis Oldenburg in Niedersachsen. Einige dieser Geotope stehen zugleich als Naturdenkmal (ND), Landschaftsschutzgebiet (LSG), Naturschutzgebiet (NSG) oder Teil von diesen unter Schutz.
| Geotop-Nr. | Bezeichnung                       | Ort                                                    | Bemerkung | Koordinaten                     | Bild                            |
| ---------- | --------------------------------- | ------------------------------------------------------ | --- | ------------------------------- | ------------------------------- |
| 2917/04    | Findlinge, genannt "Hungersteine" | Gemeinde Ganderkesee.                                  | Geotoptyp: Findling. Anzahl 2. Länge 0,45 m, Breite 1,55 m, Höhe 0,9 m. Stratigraphie: Quartär-Pleistozän, Saale-Kaltzeit. Petrographie: 1) Granit, eckige Form, plattige Form, stehend; 2) Gneis, eckige Kanten, stehen. Im Landschaftsschutzgebiet LSG OL 66.        | 53° 1′ 51,6″ N, 8° 35′ 6″ O     |                                 |
| 2917/05    | Granitfindlinge                   | Stenumer Holz.                                         | Geotoptyp: Findling. Anzahl 46. Stratigraphie: Quartär-Pleistozän, Saale-Kaltzeit. Petrographie: 1) Granit, eckige Form, plattige Form, stehend; 2) Gneis, eckige Kanten, stehen. Naturdenkmal ND 213.                                                                 | 53° 4′ 44,4″ N, 8° 33′ 46,8″ O  | Granitfindling im Stenumer Holz |
| 3014/01    | Findlinge, genannt "12 Apostel"   | 9 km SE Garrel, im Staatlichen Teichgebiet.            | Geotoptyp: Findling. Anzahl 13. Stratigraphie: Quartär-Pleistozän, Saale-Kaltzeit. Naturdenkmal ND 305 im Naturschutzgebiet "Ahlhorner Fischteiche". | 52° 55′ 31,8″ N, 8° 8′ 54″ O    |                                 |
| 3015/03    | Findling                          | in Sage, an Straße nach Bissel.                        | Geotoptyp: Findling. Länge 2 m, Breite 1,4 m, Höhe 0,5 m. Stratigraphie: Quartär - Pleistozän, Saale-Vereisung. Petrographie: Granit, rötlich, eckige Kanten. | 52° 56′ 42″ N, 8° 12′ 18″ O     |                                 |
| 3016/02    | Findling "Hexenstein"             | 2 km NW Neerstedt im Acker.                            | Geotoptyp: Findling. Länge 3,7 m, Breite 2,6 m, Höhe 1 m. Stratigraphie: Quartär-Pleistozän, Saale-Kaltzeit. Petrographie: Gneis, rötlich, runde Kanten. Naturdenkmal ND 102.                                                                                          | 52° 59′ 12,1″ N, 8° 22′ 56,7″ O | Findling "Hexenstein"           |
| 3016/03    | Hügel mit Findling                | in Dötlingen, Gieren-Berg (früher Peters-Berg).        | Geotoptyp: Findling. Länge 2,8 m, Breite 1,7 m, Höhe 1,3 m. Stratigraphie: Quartär-Pleistozän, Saale-Kaltzeit. Petrographie: Granit, runde Kanten Quarz, hellblaugraue, 2 feinkörnige durchlaufende Adern, mittelkörnig, wohl roter Växjö-Granit. Naturdenkmal ND 101. | 52° 55′ 57,3″ N, 8° 23′ 2,8″ O  |                                 |
| 3116/08    | Großsteingrab "Hohe Steine"       | 2 km N Holzhausen.                                     | Geotoptyp: Findling. Größter Durchmesser max = 3,0 m. Stratigraphie: Quartär-Pleistozän, Saale-Kaltzeit. Petrographie: überwiegend Granite, wenig Gneise. Naturdenkmal ND 818.                                                                                         | 52° 53′ 53,6″ N, 8° 22′ 49,4″ O | weitere Bilder                  |
| 3116/10    | Findling                          | 750 m NW Thölstedt, am Rande rekultivierter Sandgrube. | Geotoptyp: Findling. Länge 1,7 m, Breite 1,2 m, Höhe 1,6 m. Stratigraphie: Quartär-Pleistozän, Saale-Kaltzeit. Petrographie: Granit, rötlich, 1 geschliffene Seite, z. T. eckige Kanten, z. T. runde Kanten (Småland-Granit). Naturdenkmal ND 819.                     | 52° 52′ 28,9″ N, 8° 20′ 34,1″ O |                                 |